# Иглобрюхообразные
Иглобрюхообра́зные, или скалозубообразные, или четырёхзубообразные, или сростночелюстные (Tetraodontiformes) — отряд лучепёрых рыб, характеризующийся удивительной формой тела его представителей. Большинство из них (около 250 видов) формой тела напоминают шар, диск или коробку. Большинство представителей отряда обитает в тёплых тропических морях и океанах вблизи экватора. Обычно держатся вдали от береговой линии. Но перед или во время шторма подходят близко к берегу.
У всех представителей данного отряда верхнечелюстные кости, в частности предчелюстные и челюстные, плотно соединены или срастаются между собой. Зубы челюстей сливаются между собой, образуя режущие пластины у некоторых подотрядов. Рот преимущественно маленький. Существуют виды, у которых развит воздушный мешок (желудок), необходимый для раздувания тела. На теле рыбы есть острые чешуйки, иногда они преобразовываются в острые шипы и иглы.
К этому отряду относятся рекордсмены среди рыб. Например, обыкновенная луна-рыба — самая плодовитая среди рыб. Крупная самка этой рыбы способна за один раз выметать до 300 млн икринок. А кузовковые способны выделять сильный яд.

## Классификация
В отряде иглобрюхообразных 1 вымерший и 5 современных подотрядов с 10 современными и 3 ископаемыми семействами, 106 родов и 435 современных видов. Названия по Нельсон, 2009::
- Подотряд † Plectocretacicoidei
  - Семейство † Cretatriacanthidae
  - Семейство † Plectocretacicidae
  - Семейство † Protriacanthidae
- Подотряд Триакантодовидные (Triacanthodoidei)
  - Семейство Триакантодовые (Triacanthodidae)
  - Семейство Triacanthidae — Троешиповые, или троешипые
- Подотряд Ostracioidea
  - Семейство Аракановые (Aracanidae)
  - Семейство Кузовковые (Ostraciidae)
- Подотряд Спинороговидные (Balistoidei)
  - Семейство Единороговые (Monacanthidae)
  - Семейство Спинороговые (Balistidae)
- Подотряд Иглобрюховидные (Tetraodontoidei)
  - Семейство Ежи-рыбы (Diodontidae)
  - Семейство Иглобрюхие (Tetraodontidae)
  - Семейство Луны-рыбы (Molidae)
- Подотряд Triodontoidei
  - Семейство Трёхзубовые (Triodontidae)